# 올림픽 핀란드 선수단
올림픽 핀란드 선수단은 핀란드를 대표하여 올림픽에 참가하는 선수단이다. 핀란드는 1908년 올림픽에 처음 참가한 이래로 매년 하계 올림픽과 동계 올림픽에 선수단을 파견해 왔다. 핀란드는 1952년 헬싱키 하계 올림픽의 개최국이기도 했다. 핀란드 선수들은 하계 올림픽에서 주로 육상과 레슬링 부문에서 총 305개의 메달을 획득했다. 핀란드는 또한 동계 올림픽에서 주로 노르딕 스키 종목에서 175개의 메달을 획득했다.
핀란드 국가 올림픽 위원회(National Olympic Committee for Finland)는 핀란드 올림픽 위원회이며, 핀란드가 러시아 제국의 핀란드 대공국(1917년까지) 자치 지역이었던 1907년에 창설되고 인정되었다. 핀란드는 1908년 이후 모든 올림픽에서 메달을 획득했는데, 이는 핀란드의 이웃 국가인 스웨덴만이 따라갈 수 있는 위업이다.

## 같이 보기
- 분류:핀란드의 올림픽 참가 선수